# Torta Runeberg

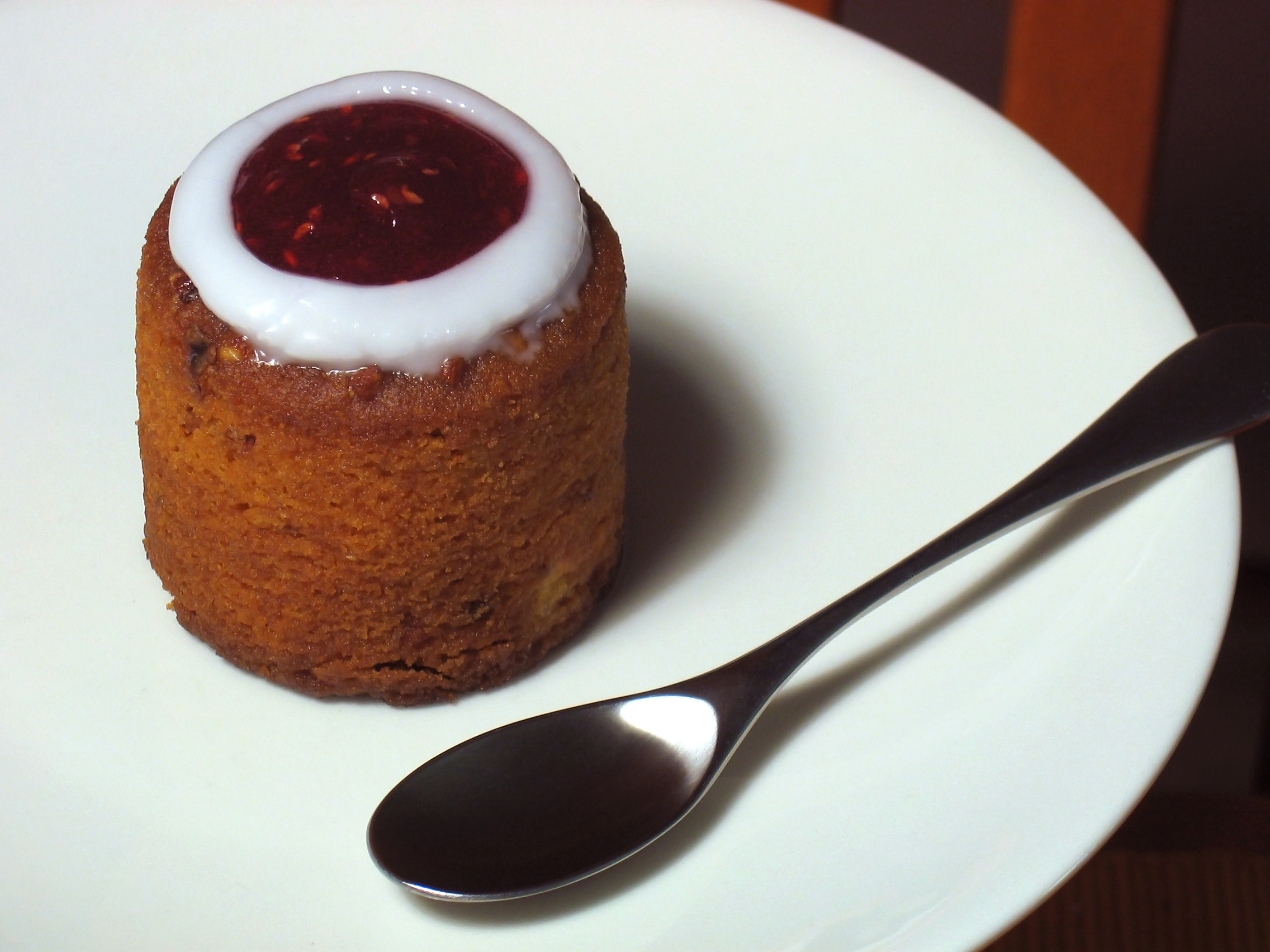
Torta Runeberg

Torta de Runeberg ou torta Runeberg  (em finlandês:  runebergintorttu) é uma iguaria da pastelaria finlandesa a base de amêndoa e Arrak pesando usualmente 100 gramas. Normalmente com geleia de framboesa envolta por um anel de açúcar.
Esta torta obteve seu nome do poeta finlandês Johan Ludvig Runeberg (n. 1804) o qual, segundo a lenda, desfrutava da iguaria com punsch. A torta Runeberg é tipicamente consumida exclusivamente na Finlândia onde está normalmente disponível do inicio de janeiro ao aniversário de Runeberg no dia 5 de Fevereiro.

## História
A lenda popular diz que Fredrika Runeberg esposa do poeta J. L. Runeberg foi a criadora da torta. Contudo seu livro de receitas datado dos anos 50 (1850) traz a receita da torta, reforçando a ideia desta ser uma variação de uma receita prévia pertencente ao confeiteiro Lars Astenius de Porvoo.